# Taeromys
A Taeromys az emlősök (Mammalia) osztályának a rágcsálók (Rodentia) rendjébe, ezen belül az egérfélék (Muridae) családjába tartozó nem.

## Rendszerezés
A nembe az alábbi 7 faj tartozik:
- Taeromys arcuatus Tate & Archbold, 1935
- Taeromys callitrichus Jentink, 1879
- Taeromys celebensis Gray, 1867 - típusfaj
- Taeromys hamatus Miller & Hollister, 1921
- Taeromys microbullatus Tate & Archbold, 1935 - egyes biológus szerint azonos a Taeromys callitrichus-szal
- Taeromys punicans Miller & Hollister, 1921
- Taeromys taerae Sody, 1932